# Компенсаторное удлинение
Компенсаторное (компенсирующее, заместительное, заменительное) удлинение (протяжение, растяжение, продление) — увеличение длительности звука (или группы звуков) за счет выпадения следовавшего некогда за ним согласного (группы согласных).

## Описание процесса

### Ингвеонские языки[7]
гот. uns, др.-англ. ūs

гот. fimf, др.-англ. fīf

### Славнянские языки[4]
гот. sununs, др.-рус. сꙑнꙑ

гот. gastins, др.-рус. гости